# Astiphromma exitiale
Astiphromma exitiale är en stekelart som beskrevs av Dasch 1971. Astiphromma exitiale ingår i släktet Astiphromma och familjen brokparasitsteklar. Inga underarter finns listade.